# 对甲苯磺酰基

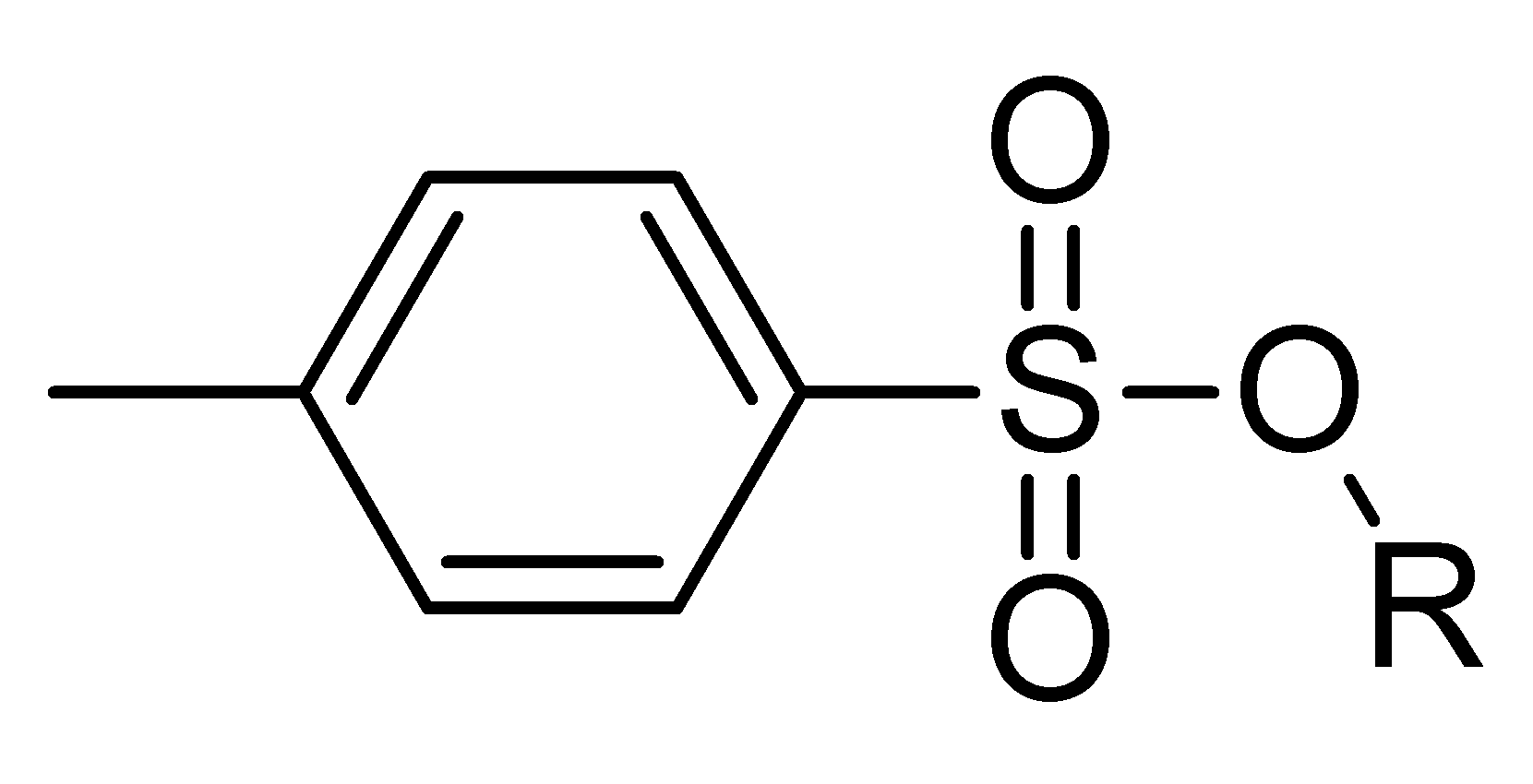
对甲苯磺酸酯的通式。

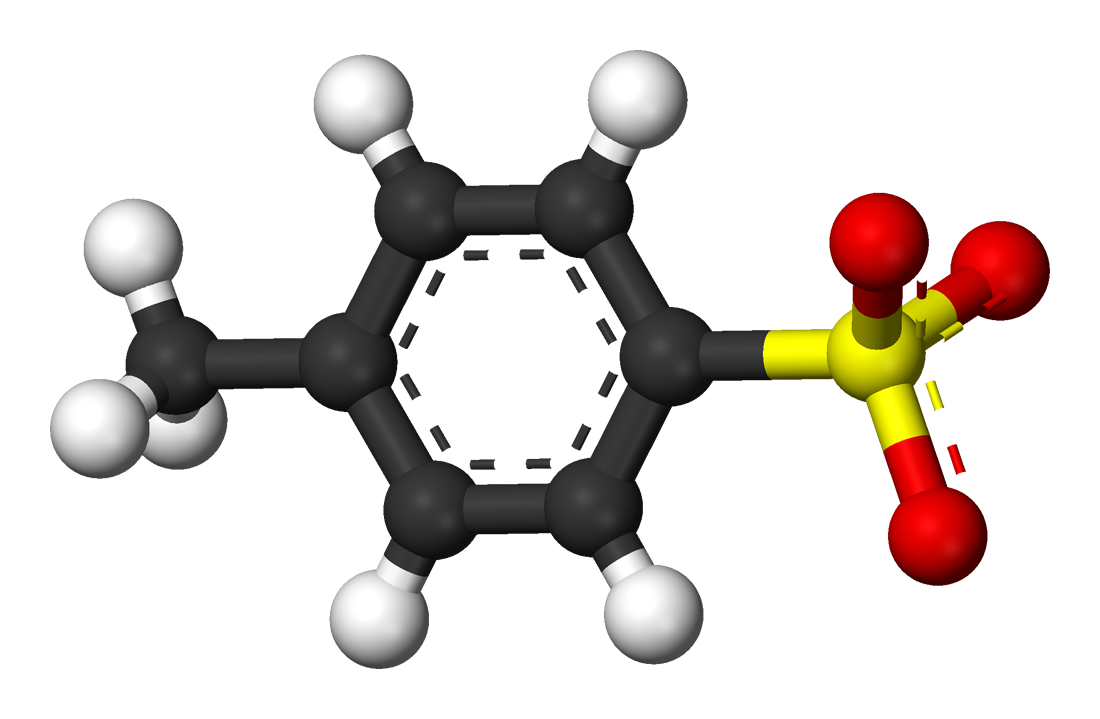
对甲苯磺酸根负离子的球棍模型。

对甲苯磺酰基（Tosyl，简写为Ts或Tos）的化学式为p-CH3-C6H4-SO2-，是一个由对甲苯磺酸衍生出的取代基。它是一个吸电子基，常用作醇羟基的保护基。
对甲苯磺酸酯的通式为ROTs。
引入-OTs保护基：醇与对甲苯磺酰氯在吡啶中反应：
{\displaystyle {\rm {ROH+TsCl+C_{5}H_{5}N\longrightarrow ROTs+C_{5}H_{5}N\cdot HCl}}}
脱去保护基：磺酸酯在硫酸中反应。
{\displaystyle {\rm {^{-}OTs}}}中的负电荷可以离域在整个酸根上，是个很好的离去基团。受保护的醇因此更容易发生亲核取代（见下）和消除生成烯烃。
{\displaystyle {\rm {ROTs+Nu^{-}\longrightarrow RNu+TsO^{-}}}}
一些相关的取代基：
- Bs（Brosyl）－对溴苯磺酰基；
- Ns（Nosyl）－对硝基苯磺酰基；
- Nps－邻硝基苯磺酰基。